# 赫希施泰特群島
赫希施泰特群島是俄羅斯的群島，屬於法蘭士約瑟夫地群島的一部分，由3個島嶼組成，位於維爾切克島和薩利姆島之間的巴倫支海，行政方面由阿爾漢格爾斯克州負責管轄，最高點海拔高度181米。